# Dames and Dentists
Dames and Dentists é um curta-metragem mudo norte-americano de 1920, do gênero comédia, com o ator cômico Oliver Hardy. Foi dirigido por Noel M. Smith.

## Elenco
- Jimmy Aubrey
- Oliver Hardy - (como Babe Hardy)
- Richard Smith